# Samuel Johnson (calciatore 1984)
Samuel Johnson (Conakry, 25 gennaio 1984) è un ex calciatore guineano, di ruolo centrocampista.

## Carriera
Con la Nazionale guineana ha preso parte alla Coppa d'Africa 2008.